# Zalesie (powiat przasnyski)
Zalesie – wieś w Polsce położona w województwie mazowieckim, w powiecie przasnyskim, w gminie Krasne. Ma status sołectwa.
Za II RP istniała gmina Zalesie. W latach 1975–1998 miejscowość należała administracyjnie do województwa ciechanowskiego.
Z Zalesia pochodzi Jan Gałecki, polski duchowny katolicki, biskup pomocniczy szczecińsko-kamieński.